# Nie będzie niczego
Nie będzie niczego – pierwszy singel zespołu Grupa Operacyjna pochodzący z albumu „Ostry dyżur”. Jego bohaterem jest Krzysztof Kononowicz.

## Teledysk
Teledysk został zrealizowany w Białymstoku i Zielonej Górze. Podczas pierwszej zwrotki podjeżdża samochód. Wysiada z niego Krzysztof Kononowicz. Pod koniec klipu opowiada on o tym, co zlikwiduje (wszystko nie zlikwiduję, tylko zlikwiduję alkohol), po czym rozdaje autografy.